# Lillemor Dahlqvist
Märta Lillemor Dahlqvist, född 6 september 1938, är en  svensk sångerska och skådespelare.

## Verksamhet
Dahlqvist skaffade sig snart ett namn som revyartist med en förmåga att sjunga kupletter. Hon var primadonna i revyer med Nils Ahlroth i Skåne, och senare hos Sten-Åke Cederhök på Veckans revy i Göteborg. 
Efter viss övertalning ställde hon upp som duettpartner till Johnny Bode och spelade in den pornografiska skivan Bordellmammas visor 1968. Hon lovades anonymitet, men ett sådant löfte vägde mycket lätt när det kom från Bode. När det blev känt att det var Dahlqvist som sjöng på skivan uteblev engagemangen och hennes revykarriär tog hastigt slut. Trots att Johnny Bode behandlade henne illa, bland annat genom löftesbrottet, förblev Lillemor Dahlqvist hans vän genom åren, och det var också hon som hittade honom död 1983. Hon är sekreterare i Johnny Bode Delgadas stiftelse, en organisation som varje år delar ut Johnny Bode-stipendiet till en skånskfödd kompositör som utmärkt sig. 
Hon har senare fortsatt att sjunga om än i mindre skala. Hon brukar bland annat ha En herre i frack av Johnny Bode och flera av Bodes Ferlin-tonsättningar på programmet när hon framträder. Hon har framträtt både som kuplettsångerska och i kyrkosammanhang.

## Diskografi
- Vill du bli min egen väninna? (under namnet Lillemor)

För fullständig diskografi, se Discogs.

## Filmografi
- 1964 – Svenska bilder
- 1980 – Grossisten (Djävulens vita guld) [4]